# BRICS
BRICS+ o simplement BRICS és un acrònim que definia inicialment una agrupació de les economies mundials del Brasil, Rússia, l'Índia, la Xina i Sud-àfrica, a les quals s'hi han afegit posteriorment l'Aràbia Saudita, els Emirats Àrabs Units, Egipte, Etiòpia i l'Iran. Inicialment la unió era coneguda com a BRIC i estava formada pels primers 4 països, fins a l'addició el 2010 de Sud-àfrica. L'acrònim original de BRIC fou ideat per l'economista de Goldman Sachs Jim O'Neill en un escrit de 2001 titulat Building Better Global Economic BRICs. Aquest acrònim ha tingut un ús molt generalitzat com a símbol del canvi en l'economia global, entre les economies desenvolupades del G7 i el món en procés de desenvolupament.
Els BRICS engloben al voltant del 30% de la superfície terrestre del món i el 45% de la població mundial. El Brasil, Rússia, l'Índia i la Xina es troben entre els deu països més grans del món per població, àrea i PIB, i junt amb Sud-àfrica i l'Aràbia Saudita són membres del G20. El 5 primers països que van constituir el BRICS tenien el 2018 un PIB nominal combinat de 28 bilions de dòlars EUA (aproximadament el 27% del producte mundial brut), un PIB total (PPA) d'uns 57 bilions de dòlars EUA (33% del PIB mundial PPA) i un d'estimat de 4,5 bilions de dòlars EUA en reserves externes combinades.
Inicialment, els BRICS es van constituir com a grup amb la finalitat de promoure oportunitats d'inversió, però sense esdevenir una organització intergovernamental formal. Progressivament, des del 2009, s'han convertit cada cop més en un bloc geopolític més cohesionat, amb els seus governs reunint-se anualment en cimeres formals i coordinant polítiques multilaterals. Les relacions bilaterals entre els BRICS es duen a terme principalment sobre la base de la no interferència, la igualtat i el benefici mutu.

## Història
El 13 d'abril de 2011 s'afegí formalment la "S" a l'antic "BRIC" per transformar-lo en "BRICS" després de l'admissió de Sud-àfrica dins del grup.
Segons un document publicat el 2005, Mèxic i Corea del Sud eren els únics països comparables als països BRICS, però les seves economies foren excloses inicialment del grup perquè foren considerades més desenvolupades que les altres, atès que ja eren membres de l'OCDE.
Segons Rong Ying, investigador del China Institute of International Studies, la cimera dels BRICS fou una fita on s'ha demostrat, per primer cop a la història moderna, que alguns països en desenvolupament, i aquestes cinc economies emergents en particular, estan pensant a créixer i ho estan fent. També diu que els BRICS demostren que les cinc economies emergents són una força emergent que defineix el nou ordre polític i econòmic internacional.

### Ampliació del grup
En la cimera dels BRICS de Johannesburg (Sud-àfrica) del 2023, es va aprovar un document que fixava els criteris per a l'ampliació futura del grup. Fins aleshores un total de 22 països havien presentat la sol·licitud per ser-hi admesos: l'Aràbia Saudita, Algèria, l'Argentina, Bahrain, Bangladesh, Belarús, Bolívia, Cuba, Egipte, els Emirats Àrabs Units, Etiòpia, Hondures, Indonèsia, l'Iran, el Kazakhstan, Kuwait, Nigèria, Palestina, el Senegal, Tailàndia, Veneçuela i el Vietnam.
El 24 d'agost els líders del grup van convidar sis països a ser membres de ple dret dels BRICS a partir del 2024: l'Aràbia Saudita, l'Argentina, Egipte, eñs Emirats Àrabs Units, Etiòpia i l'Iran. Finalment s'hi van incorporar l'1 de gener de 2024 totes les esmentades menys l'Argentina, que arran de la presa de possessió del president Javier Milei va formalitzar la renúncia a entrar al grup, que a partir d'aleshores seria conegut com BRICS+.

Membres del grup de BRICS